# Macron (gastéropode)
Pour les articles homonymes, voir Macron.
Genre
Synonymes
- genre Macroniscus Thiele, 1929[2]
- sous-genre Pseudoliva (Macron) H. Adams & A. Adams, 1853[2]

Macron est un genre de mollusques gastéropodes marins, de la famille des Pseudolividae.

## Liste des espèces
Selon World Register of Marine Species (18 janvier 2019) :
- Macron aethiops (Reeve, 1847)
- Macron lividus (A. Adams, 1855)
- Macron mcleani (Vermeij, 1998)
- Macron orcutti (Dall, 1918)
- Macron wrightii (H. Adams, 1865)

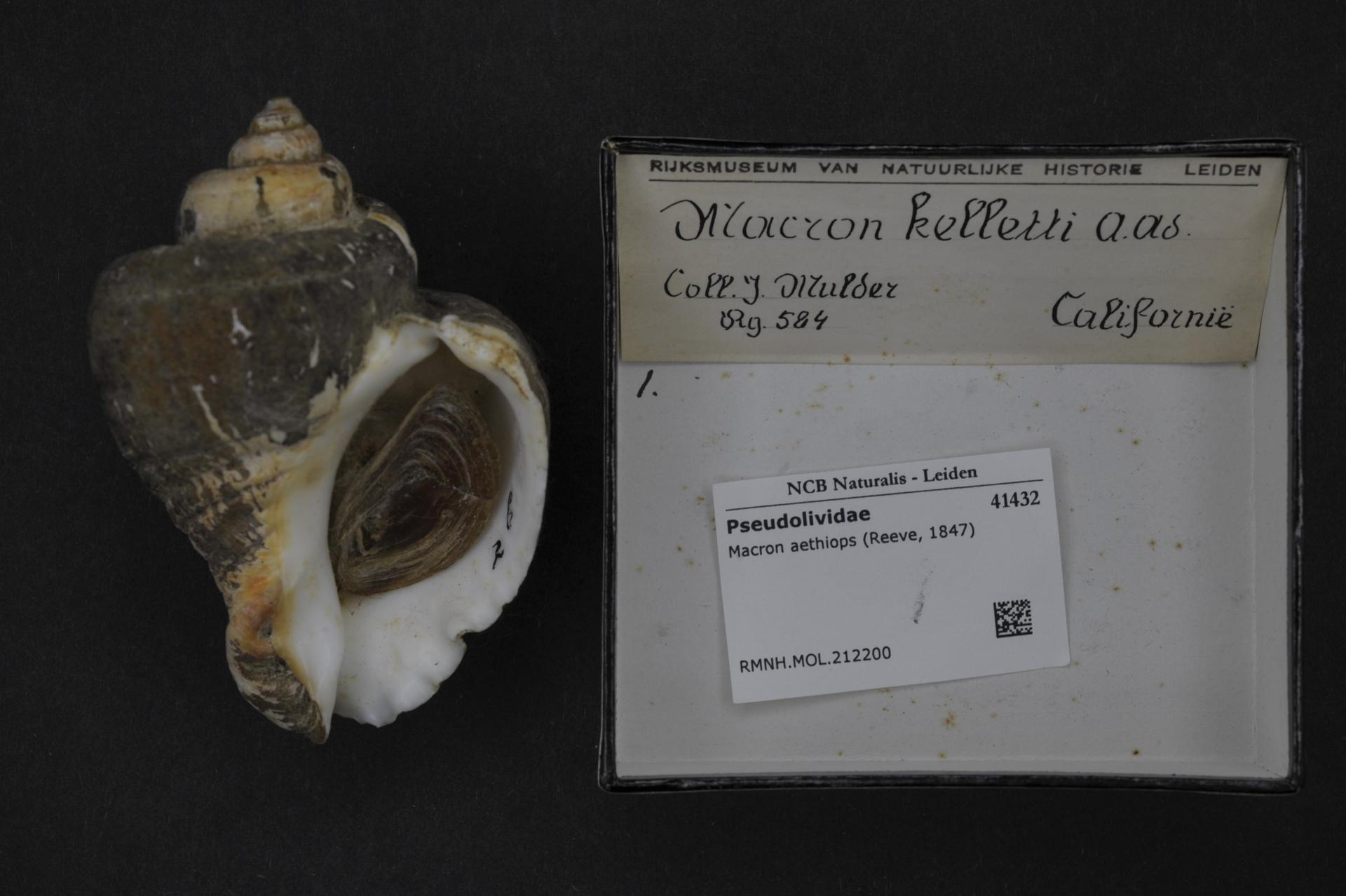
Macron aethiops
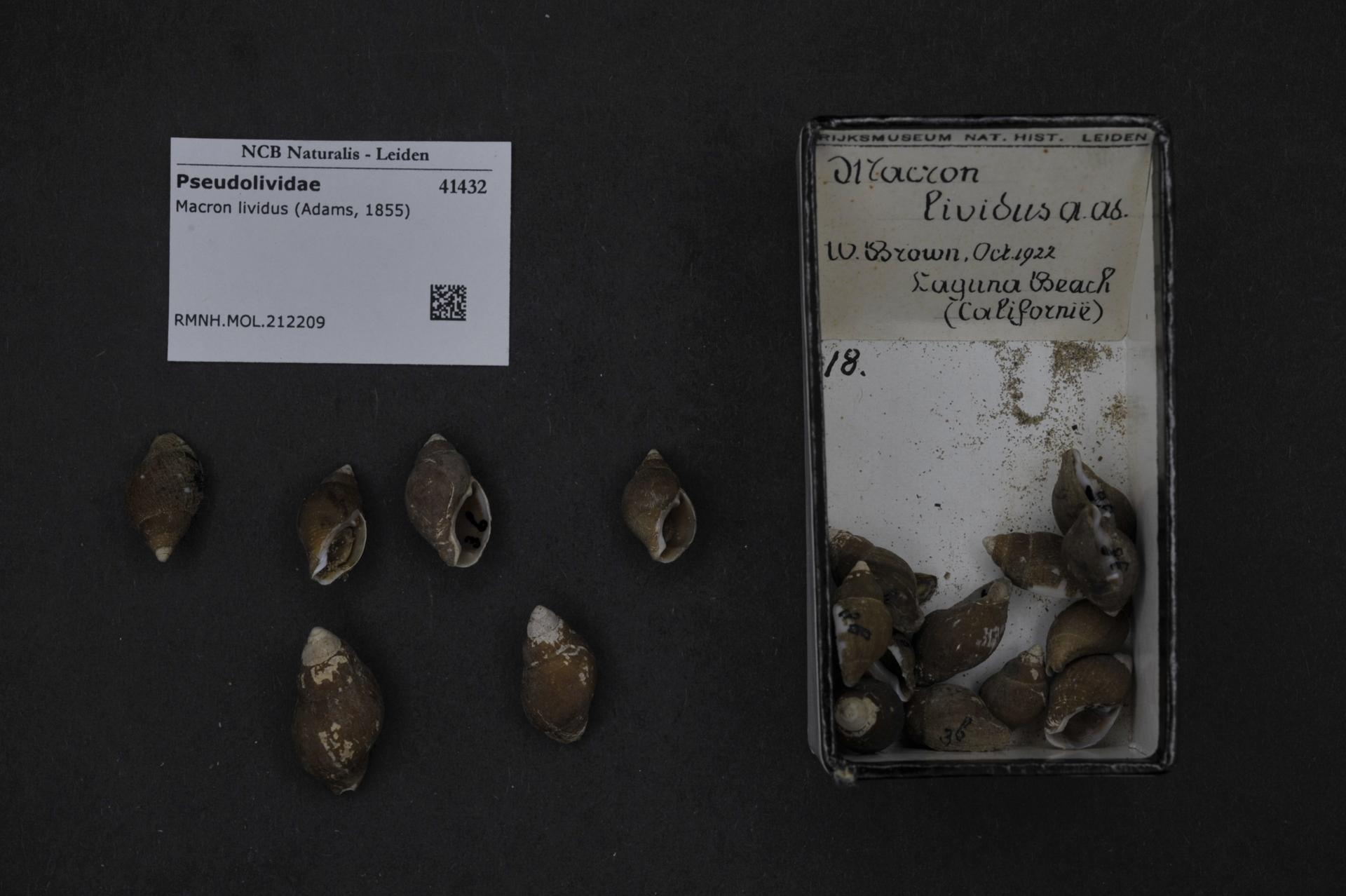
Macron lividus